# Britomaris
Britomaris, selon la tradition romaine, était un aristocrate du peuple gaulois des Sénons.

## Histoire
Britomaris, en 284 av. J.-C., a défait l'armée de la République romaine commandée par le consul Lucius Caecilius Metellus Denter à la bataille d'Arretium. 
Il a vraisemblablement été défait l'année suivante par Publius Cornelius Dolabella et fait prisonnier. 
Conformément aux usages, il a été exécuté après le triomphe de Dolabella. 

« Le peuple des Sénons était lié par un traité avec les Romains, et cependant il se mettait à la solde de leurs ennemis. En conséquence, le Sénat lui envoya des députés pour lui reprocher de se mettre, en dépit de leurs traités, à la solde des ennemis de Rome. Le celte Britomaris, indigné de ce que son père, combattant avec les Tyrrhènes, avait été tué dans cette guerre par les Romains, se saisit des ambassadeurs ayant en main leur caducée et revêtus de la robe qui les rendait inviolables, il les fit mettre en mille pièces et disperser dans la campagne les lambeaux de leur corps. Cornélius [Dolabella], qui était en marche, apprend cet odieux attentat ; il se hâte, il traverse en courant la Sabine et le Picentin et, se jetant sur les villes des Sénons, il y met tout à feu et à sang. Les femmes et les enfants sont réduits en esclavage, les jeunes gens sont tous massacrés sans exception, le pays dévasté de diverses façons et rendu inhabitable pour toujours. Britomaris seul fut emmené captif pour être livré au supplice. »

— Appien, extrait des Celtiques liv. IV (Ursin., Ambass., Extr. X. p. 350.)